# Dombodán
Dombodán (llamada oficialmente San Cristovo de Dombodán) es una parroquia y aldea española del municipio de Arzúa, en la provincia de La Coruña, Galicia. 

## Otras denominaciones
La parroquia también es conocida por el nombre de San Cristobo de Dombodán o por San Cristóbal de Dombodán.

## Entidades de población
Entidades de población que forman parte de la parroquia:
- A Agra de Pares
- A Pedreiriña
- A Torre
- A Xesteira
- Casal de Arriba
- Casal de Souto
- Dombodán
- Gomesende
- Gramil
- Hortas (As Hortas)
- Navás (Nabás)
- Outeiro
- O Viso
- Pedreira (A Pedreira)
- Ponte San Xusto
- Portodemouros
- Remesil
- Trasbar
- Trasmonte

## Demografía

### Parroquia
| Gráfica de evolución demográfica de Dombodán (parroquia) entre 2000 y 2018 |
|                                                                            |
| Datos según el nomenclátor publicado por el INE.                           |

## Aldea
| Gráfica de evolución demográfica de Dombodán (aldea) entre 2000 y 2018 |
|                                                                        |
| Datos según el nomenclátor publicado por el INE.                       |